# Tanus
Pour les articles homonymes, voir Tanus (homonymie).
Tanus (en occitan Tanús) est une commune française située dans le nord du département du Tarn, en région Occitanie. Sur le plan historique et culturel, la commune est dans le Ségala, un territoire s'étendant sur les départements du Tarn et de l'Aveyron, constitué de longs plateaux schisteux, morcelés d'étroites vallées.
Exposée à un climat océanique altéré, elle est drainée par le Viaur, le Céret, le ruisseau de Durmes, le ruisseau de la Gasquié et par divers autres petits cours d'eau. La commune possède un patrimoine naturel remarquable : un site Natura 2000 (Les « vallées du Tarn, de l'Aveyron, du Viaur, de l'Agout et du Gijou ») et trois zones naturelles d'intérêt écologique, faunistique et floristique.
Tanus est une commune rurale qui compte 541 habitants en 2022, après avoir connu un pic de population de 1 077 habitants en 1901. Elle fait partie de l'aire d'attraction d'Albi. Ses habitants sont appelés les Tanusiens ou  Tanusiennes.

## Géographie

### Localisation
La commune est située dans le nord-est du département du Tarn. Elle est limitrophe de l'Aveyron.
Commune du Massif central située dans le Ségala sur le Viaur, le Céret, la route nationale 88, la ligne de Castelnaudary à Rodez et la Méridienne verte.

### Communes limitrophes
Tanus est limitrophe de cinq autres communes.
Les communes limitrophes sont Saint-Just-sur-Viaur, Tauriac-de-Naucelle, Montauriol, Moularès, Pampelonne et Tréban.
|            | Tauriac-de-Naucelle (Aveyron) |                                |
| Pampelonne | Tanus                         | Saint-Just-sur-Viaur (Aveyron) |
| Moularès   | Montauriol                    | Tréban                         |

### Géologie et relief
La superficie de la commune est de 1 907 hectares ; son altitude varie de 293  à   568 mètres.

### Voies de communication et transports
Accès par le train avec la gare de Tanus et la RN 88. Transport à la demande tous les vendredis matin vers Carmaux.
Avec la commune voisine de Tauriac-de-Naucelle, en Aveyron, Tanus partage deux grands ponts sur le Viaur. Le viaduc ferroviaire construit sur la ligne de Castelnaudary à Rodez entre 1895 et 1902 d'une longueur 460 m et de 116 [m de haut  En 1998 est ouvert le viaduc routier de 573 m de longueur supportant la RN 88.

### Hydrographie
La commune est dans le bassin de la Garonne, au sein du bassin hydrographique Adour-Garonne. Elle est drainée par le Viaur, le Céret, le ruisseau de Durmes, le ruisseau de la Gasquié, Rieu Caut, le ruisseau de la Batherie, le ruisseau de la Gasquié, le ruisseau del Coucut, le ruisseau de Ribassès et par divers petits cours d'eau, qui constituent un réseau hydrographique de 25 km de longueur totale,.
Le Viaur, d'une longueur totale de 168 km, prend sa source dans la commune de Vézins-de-Lévézou et s'écoule d'est en ouest. Il traverse la commune et se jette dans l'Aveyron à Laguépie, après avoir traversé 30 communes.

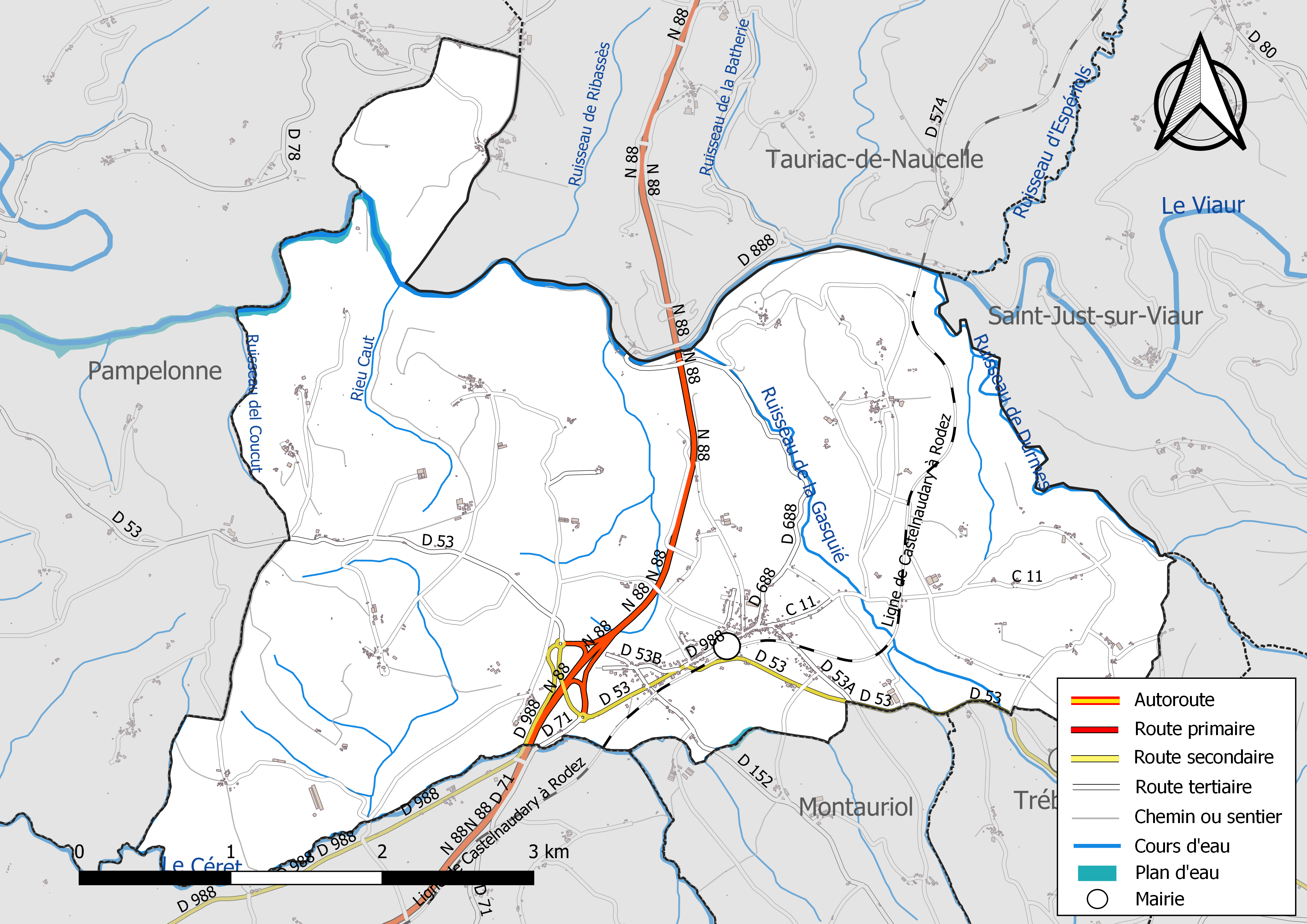
Réseaux hydrographique et routier de Tanus.

Le Céret, d'une longueur totale de 28,5 km, prend sa source dans la commune de Montauriol et s'écoule d'est en ouest. Il traverse la commune et se jette dans le Cérou au Ségur, après avoir traversé 10 communes.

### Climat
Pour des articles plus généraux, voir Climat de l'Occitanie et Climat du Tarn.
En 2010, le climat de la commune est de type climat océanique altéré, selon une étude du Centre national de la recherche scientifique s'appuyant sur une série de données couvrant la période 1971-2000. En 2020, Météo-France publie une typologie des climats de la France métropolitaine dans laquelle la commune est toujours exposée à un climat océanique altéré et est dans la région climatique Sud-est du Massif Central, caractérisée par une pluviométrie annuelle de 1 000 à 1 500 mm, minimale en été, maximale en automne.
Pour la période 1971-2000, la température annuelle moyenne est de 11,8 °C, avec une amplitude thermique annuelle de 15,7 °C. Le cumul annuel moyen de précipitations est de 968 mm, avec 11,5 jours de précipitations en janvier et 6,6 jours en juillet. Pour la période 1991-2020, la température moyenne annuelle observée sur la station météorologique installée sur la commune est de 12,1 °C et le cumul annuel moyen de précipitations est de 866,6 mm. 
La température maximale relevée sur cette station est de 38,9 °C, atteinte le 23 août 2023 ; la température minimale est de −12,7 °C, atteinte le 9 février 2012,,.
| Mois                                  | jan.          | fév.           | mars          | avril         | mai           | juin          | jui.          | août          | sep.          | oct.          | nov.          | déc.           | année      |
| ------------------------------------- | ------------- | -------------- | ------------- | ------------- | ------------- | ------------- | ------------- | ------------- | ------------- | ------------- | ------------- | -------------- | ---------- |
| Température minimale moyenne (°C)     | 1,3           | 1,2            | 3,6           | 6,4           | 9,3           | 13,4          | 15,2          | 15,1          | 12,4          | 9,6           | 5,4           | 2,5            | 8          |
| Température moyenne (°C)              | 3,9           | 4,5            | 7,7           | 10,9          | 14            | 18,6          | 20,6          | 20,5          | 17,2          | 13,3          | 8,3           | 5,2            | 12,1       |
| Température maximale moyenne (°C)     | 6,6           | 7,8            | 11,7          | 15,4          | 18,8          | 23,7          | 26,1          | 25,8          | 22,1          | 17            | 11,1          | 7,9            | 16,2       |
| Record de froid (°C) date du record   | −9,8 12.01.03 | −12,7 09.02.12 | −10 01.03.05  | −3,3 03.04.22 | −0,5 05.05.19 | 3,9 01.06.06  | 8,6 14.07.16  | 7,8 31.08.10  | 3 25.09.02    | −2,9 25.10.03 | −6,5 17.11.07 | −11,1 26.12.10 | −12,7 2012 |
| Record de chaleur (°C) date du record | 19,5 01.01.22 | 23,1 26.02.19  | 24,2 29.03.23 | 27,1 14.04.24 | 31,9 21.05.22 | 36,4 27.06.19 | 37,2 17.07.22 | 38,9 23.08.23 | 32,7 03.09.05 | 32 01.10.23   | 22,7 07.11.15 | 20 31.12.21    | 38,9 2023  |
| Précipitations (mm)                   | 90,4          | 56,2           | 76,6          | 85,3          | 93,3          | 62,4          | 48            | 53,3          | 57,3          | 75,4          | 84,9          | 83,5           | 866,6      |

| Diagramme climatique                                  |            |             |             |             |              |            |              |              |           |             |            |
| J                                                     | F          | M           | A           | M           | J            | J          | A            | S            | O         | N           | D          |
| 6,61,390,4                                            | 7,81,256,2 | 11,73,676,6 | 15,46,485,3 | 18,89,393,3 | 23,713,462,4 | 26,115,248 | 25,815,153,3 | 22,112,457,3 | 179,675,4 | 11,15,484,9 | 7,92,583,5 |
| Moyennes : • Temp. maxi et mini °C • Précipitation mm |            |             |             |             |              |            |              |              |           |             |            |

Les paramètres climatiques de la commune ont été estimés pour le milieu du siècle (2041-2070) selon différents scénarios d'émission de gaz à effet de serre à partir des nouvelles projections climatiques de référence DRIAS-2020. Ils sont consultables sur un site dédié publié par Météo-France en novembre 2022.

### Milieux naturels et biodiversité

#### Réseau Natura 2000

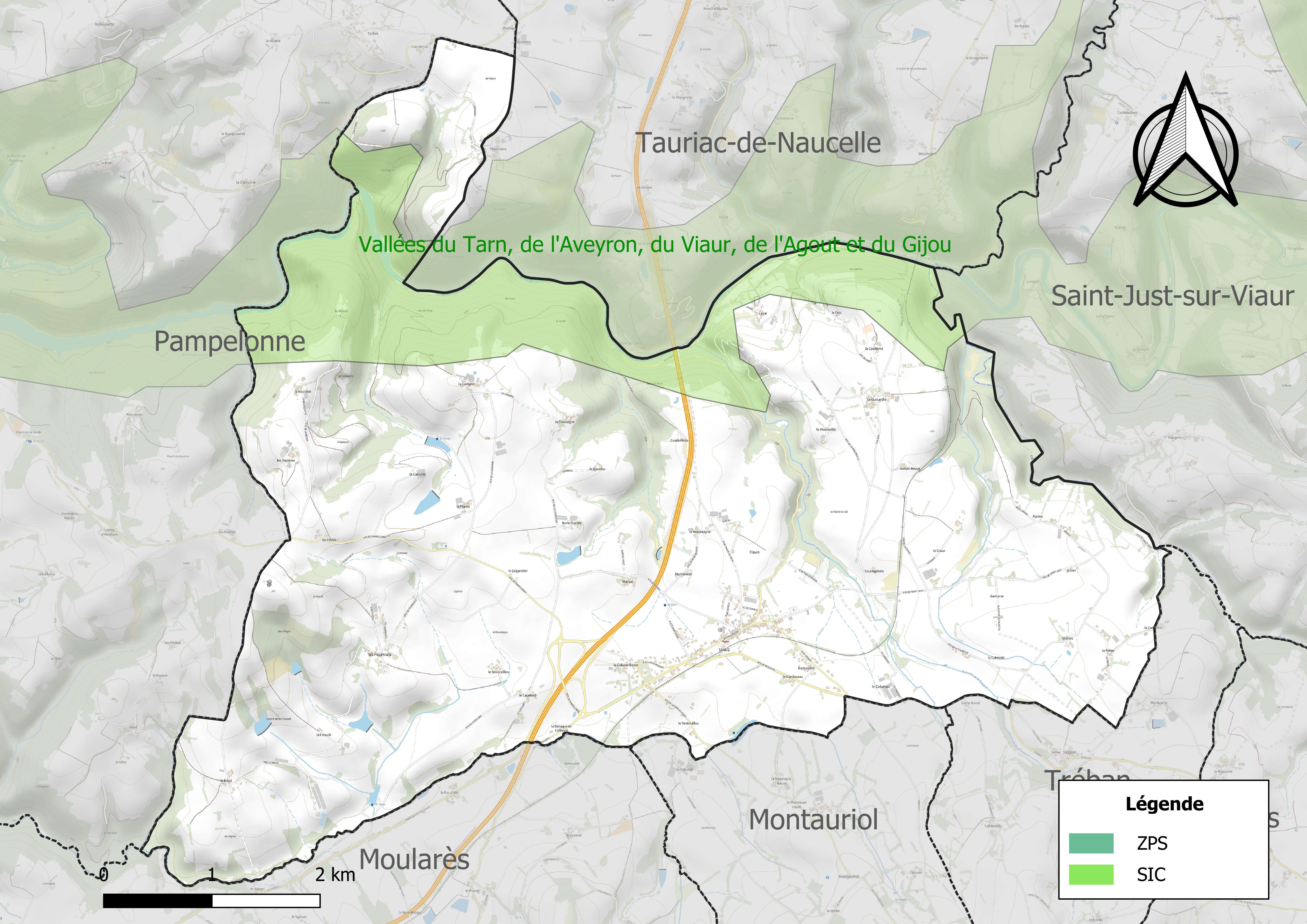
Site Natura 2000 sur le territoire communal.

Le réseau Natura 2000 est un réseau écologique européen de sites naturels d'intérêt écologique élaboré à partir des directives habitats et oiseaux, constitué de zones spéciales de conservation (ZSC) et de zones de protection spéciale (ZPS).
Un site Natura 2000 a été défini sur la commune au titre de la directive habitats : Les « vallées du Tarn, de l'Aveyron, du Viaur, de l'Agout et du Gijou », d'une superficie de 17 144 ha, s'étendant sur 136 communes dont 41 dans l'Aveyron, 8 en Haute-Garonne, 50 dans le Tarn et 37 dans le Tarn-et-Garonne. Elles présentent une très grande diversité d'habitats et d'espèces dans ce vaste réseau de cours d'eau et de gorges. La présence de la Loutre d'Europe et de la moule perlière d'eau douce est également d'un intérêt majeur.

#### Zones naturelles d'intérêt écologique, faunistique et floristique
L’inventaire des zones naturelles d'intérêt écologique, faunistique et floristique (ZNIEFF) a pour objectif de réaliser une couverture des zones les plus intéressantes sur le plan écologique, essentiellement dans la perspective d’améliorer la connaissance du patrimoine naturel national et de fournir aux différents décideurs un outil d’aide à la prise en compte de l’environnement dans l’aménagement du territoire.
Deux ZNIEFF de type 1 sont recensées sur la commune :
la « rivière du Viaur » (698 ha), couvrant 18 communes dont 14 dans l'Aveyron et quatre dans le Tarn, et 
la « vallée du Viaur de Tanus à la confluence du Lieux » (1 035 ha), couvrant 4 communes dont deux dans l'Aveyron et deux dans le Tarn
et une ZNIEFF de type 2, : 
la « vallée du Viaur et ses affluents » (27 587 ha), couvrant 56 communes dont 45 dans l'Aveyron, dix dans le Tarn et une dans le Tarn-et-Garonne.

Carte des ZNIEFF de type 1 et 2 à Tanus.
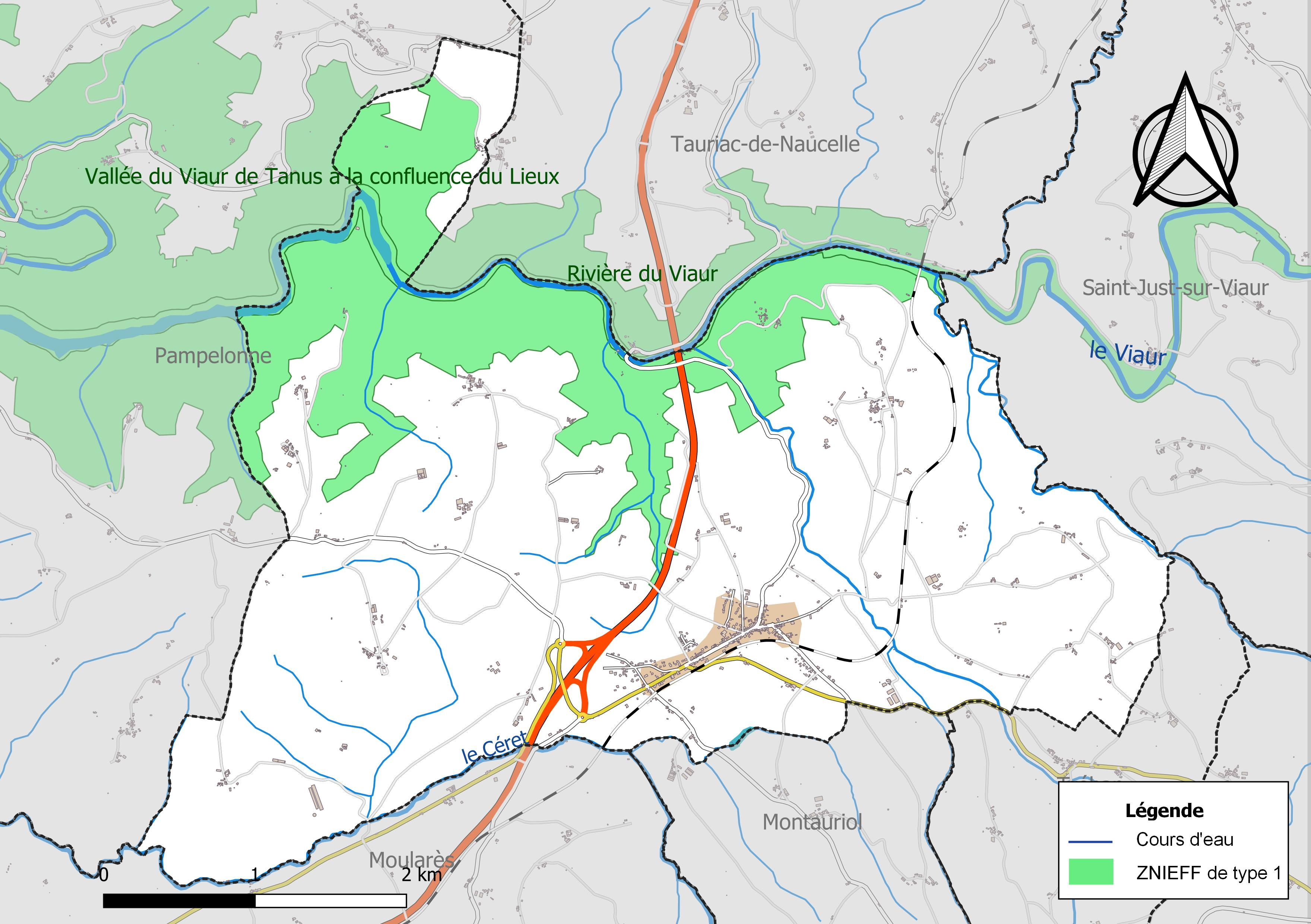
Carte des ZNIEFF de type 1 sur la commune.
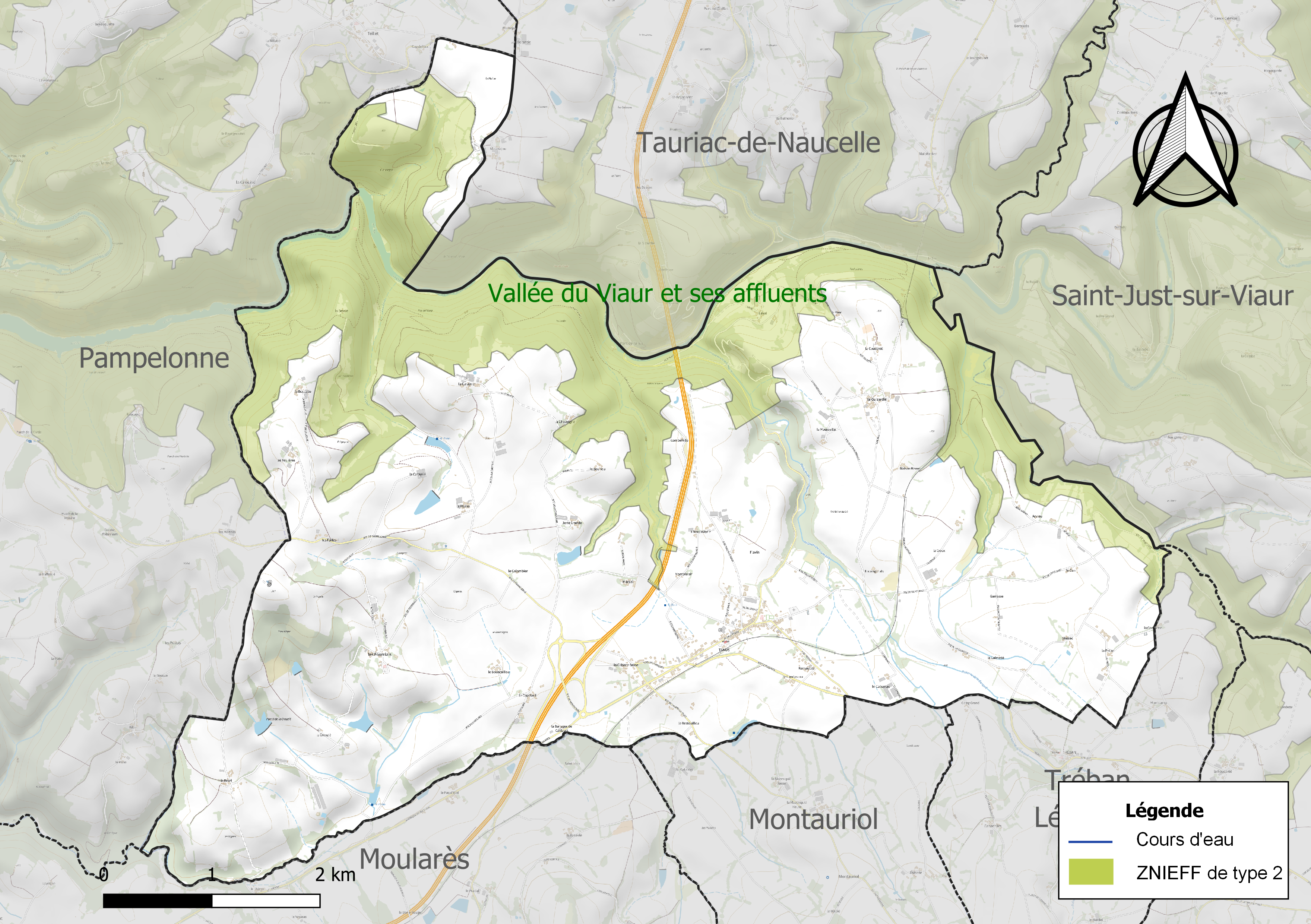
Carte de la ZNIEFF de type 2 sur la commune.

## Urbanisme

### Typologie
Au 1er janvier 2024, Tanus est catégorisée commune rurale à habitat dispersé, selon la nouvelle grille communale de densité à sept niveaux définie par l'Insee en 2022.
Elle est située hors unité urbaine. Par ailleurs la commune fait partie de l'aire d'attraction d'Albi, dont elle est une commune de la couronne,. Cette aire, qui regroupe 91 communes, est catégorisée dans les aires de 50 000 à moins de 200 000 habitants,.

### Occupation des sols
L'occupation des sols de la commune, telle qu'elle ressort de la base de données européenne d’occupation biophysique des sols Corine Land Cover (CLC), est marquée par l'importance des territoires agricoles (76,7 % en 2018), une proportion identique à celle de 1990 (76,7 %). La répartition détaillée en 2018 est la suivante : 
terres arables (43,5 %), zones agricoles hétérogènes (29,5 %), forêts (21,3 %), prairies (3,6 %), zones urbanisées (1,6 %), eaux continentales (0,5 %). L'évolution de l’occupation des sols de la commune et de ses infrastructures peut être observée sur les différentes représentations cartographiques du territoire : la carte de Cassini (XVIIIe siècle), la carte d'état-major (1820-1866) et les cartes ou photos aériennes de l'IGN pour la période actuelle (1950 à aujourd'hui).

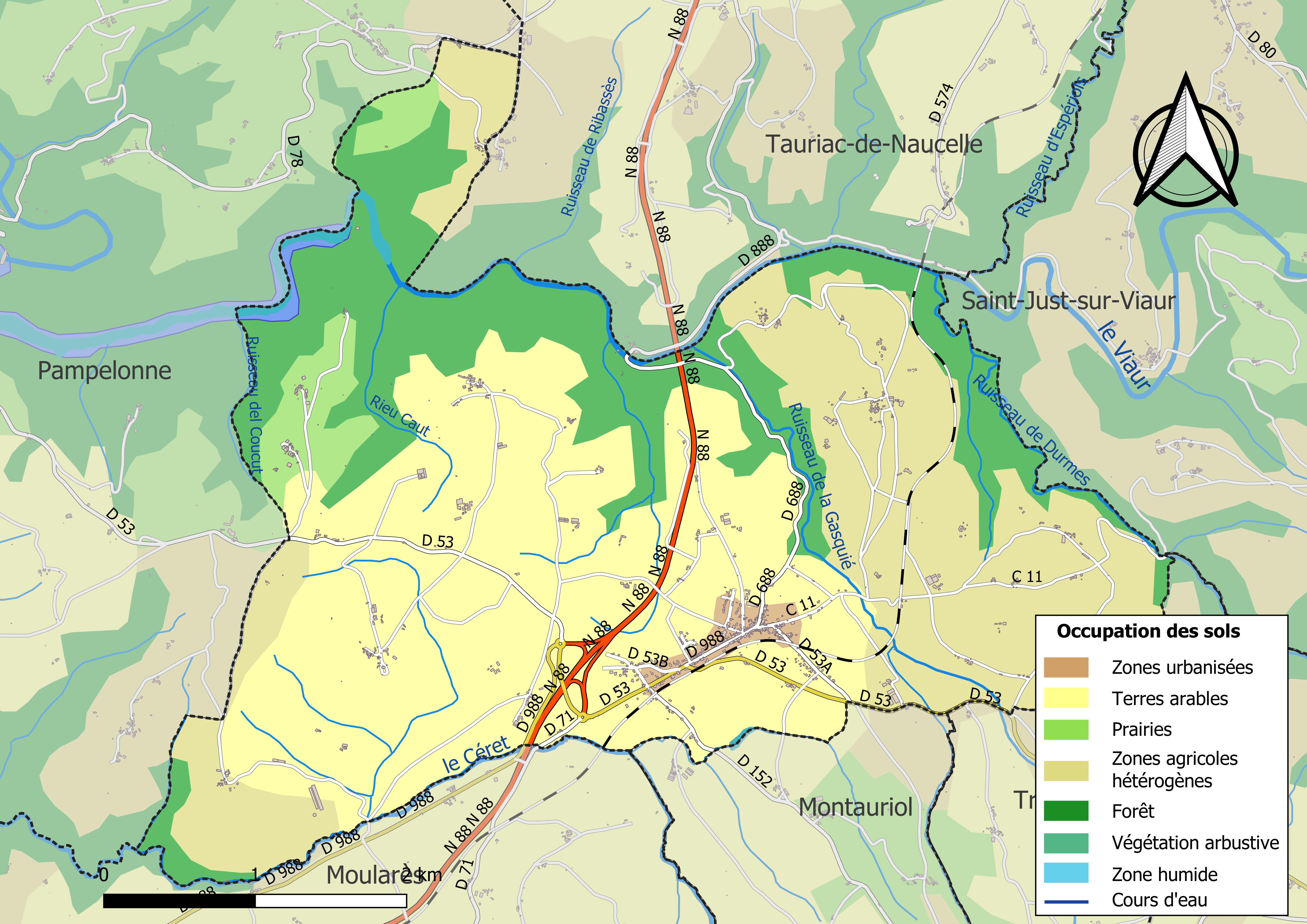
Carte des infrastructures et de l'occupation des sols de la commune en 2018 (CLC).

### Risques majeurs
Le territoire de la commune de Tanus est vulnérable à différents aléas naturels : météorologiques (tempête, orage, neige, grand froid, canicule ou sécheresse), inondations, feux de forêts, mouvements de terrains et séisme (sismicité très faible). Il est également exposé à deux risques technologiques, le transport de matières dangereuses et la rupture d'un barrage, et à un risque particulier : le risque de radon. Un site publié par le BRGM permet d'évaluer simplement et rapidement les risques d'un bien localisé soit par son adresse soit par le numéro de sa parcelle.

#### Risques naturels
Certaines parties du territoire communal sont susceptibles d’être affectées par le risque d’inondation par débordement de cours d'eau, notamment le Viaur et le Céret. La cartographie des zones inondables en ex-Midi-Pyrénées réalisée dans le cadre du XIe Contrat de plan État-région, visant à informer les citoyens et les décideurs sur le risque d’inondation, est accessible sur le site de la DREAL Occitanie. La commune a été reconnue en état de catastrophe naturelle au titre des dommages causés par les inondations et coulées de boue survenues en 1982, 2007 et 2011,.
Tanus est exposée au risque de feu de forêt du fait de la présence sur son territoire . En 2022, il n'existe pas de Plan de Prévention des Risques incendie de forêt (PPRif). Le débroussaillement aux abords des maisons constitue l’une des meilleures protections pour les particuliers contre le feu,.

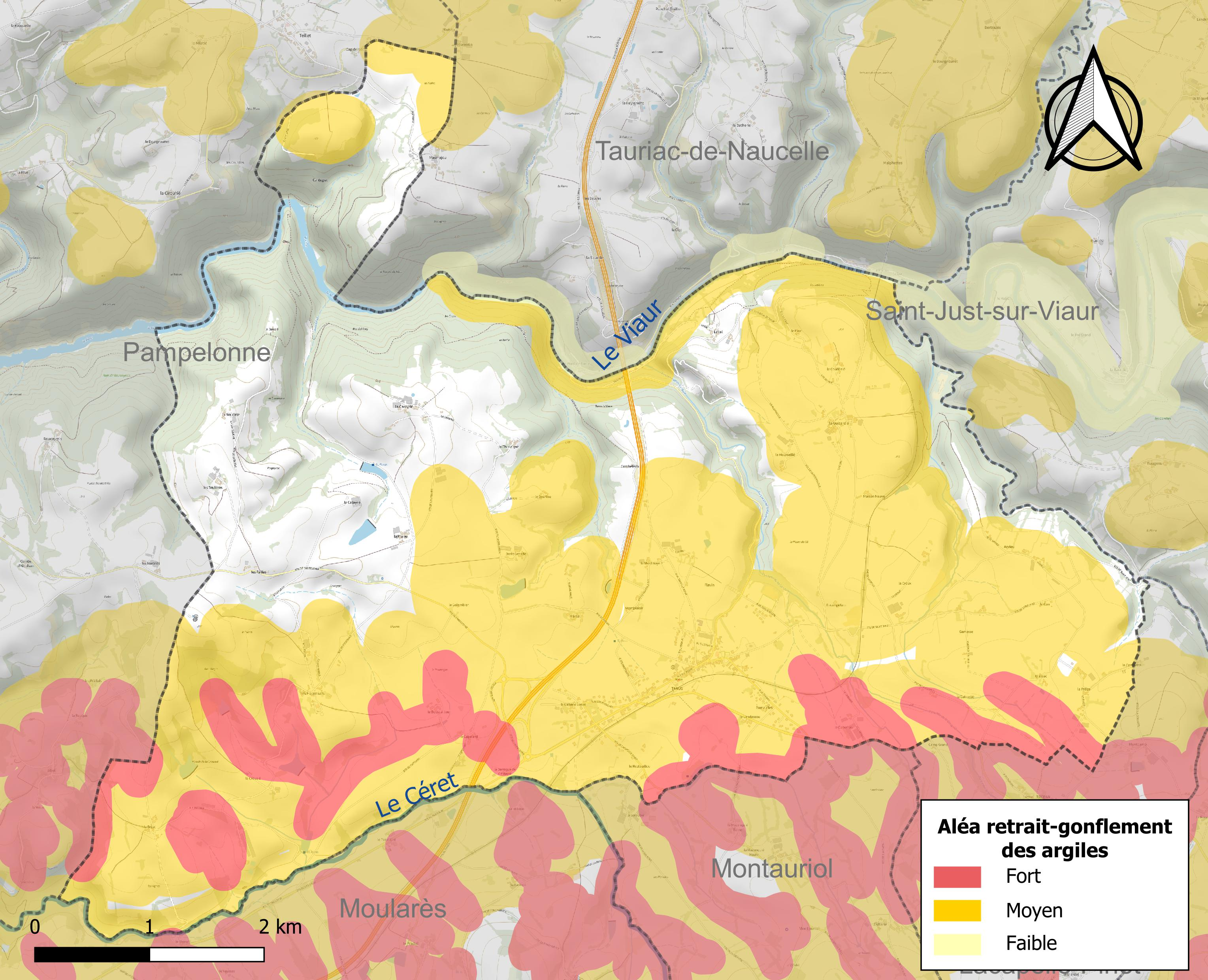
Carte des zones d'aléa retrait-gonflement des sols argileux de Tanus.

La commune est vulnérable au risque de mouvements de terrains constitué principalement du retrait-gonflement des sols argileux. Cet aléa est susceptible d'engendrer des dommages importants aux bâtiments en cas d’alternance de périodes de sécheresse et de pluie. 67,2 % de la superficie communale est en aléa moyen ou fort (76,3 % au niveau départemental et 48,5 % au niveau national). Sur les 291 bâtiments dénombrés sur la commune en 2019, 261 sont en aléa moyen ou fort, soit 90 %, à comparer aux 90 % au niveau départemental et 54 % au niveau national. Une cartographie de l'exposition du territoire national au retrait gonflement des sols argileux est disponible sur le site du BRGM,.
Par ailleurs, afin de mieux appréhender le risque d’affaissement de terrain, l'inventaire national des cavités souterraines permet de localiser celles situées sur la commune.

#### Risques technologiques
Le risque de transport de matières dangereuses sur la commune est lié à sa traversée par des infrastructures routières ou ferroviaires importantes ou la présence d'une canalisation de transport d'hydrocarbures. Un accident se produisant sur de telles infrastructures est susceptible d’avoir des effets graves sur les biens, les personnes ou l'environnement, selon la nature du matériau transporté. Des dispositions d’urbanisme peuvent être préconisées en conséquence.
La commune est en outre située en aval d'un barrage de classe A. À ce titre elle est susceptible d’être touchée par l’onde de submersion consécutive à la rupture de cet ouvrage.

#### Risque particulier
Dans plusieurs parties du territoire national, le radon, accumulé dans certains logements ou autres locaux, peut constituer une source significative d’exposition de la population aux rayonnements ionisants. Certaines communes du département sont concernées par le risque radon à un niveau plus ou moins élevé. Selon la classification de 2018, la commune de Tanus est classée en zone 3, à savoir zone à potentiel radon significatif.

## Politique et administration

### Administration municipale
Le nombre d'habitants au recensement de 2011 étant compris entre 500 et 1 499 habitants, le nombre de membres du conseil municipal pour l'élection de 2014 est de quinze,.

### Rattachements administratifs et électoraux
Commune faisant partie de la communauté de communes Carmausin-Ségala et du canton de Carmaux-1 Le Ségala (avant le redécoupage départemental de 2014, Tanus faisait partie de l'ex-canton de Pampelonne) et avant le 1er janvier 2017 elle faisait partie de la communauté de communes Ségala-Carmausin.

### Liste des maires
| Période                                  | Période   | Identité        | Étiquette | Qualité           |
| ---------------------------------------- | --------- | --------------- | --------- | ----------------- |
| mars 1989                                | juin 1995 | Max Assié       | PS        |                   |
| juin 1995                                | mars 2001 | Maurice Falgas  | Sans      | chef d'entreprise |
| mars 2001                                | mai 2020  | Rolande Azam    | PS        |                   |
| mai 2020                                 | En cours  | Benoît Ravailhe |           |                   |
| Les données manquantes sont à compléter. |           |                 |           |                   |

## Population et société

### Démographie
L'évolution du nombre d'habitants est connue à travers les recensements de la population effectués dans la commune depuis 1793. Pour les communes de moins de 10 000 habitants, une enquête de recensement portant sur toute la population est réalisée tous les cinq ans, les populations de référence des années intermédiaires étant quant à elles estimées par interpolation ou extrapolation. Pour la commune, le premier recensement exhaustif entrant dans le cadre du nouveau dispositif a été réalisé en 2004.

En 2022, la commune comptait 541 habitants, en évolution de +1,12 % par rapport à 2016 (Tarn : +2,52 %, France hors Mayotte : +2,11 %).
| 1793 | 1800 | 1806 | 1821 | 1831 | 1836 | 1841 | 1846 | 1851  |
| ---- | ---- | ---- | ---- | ---- | ---- | ---- | ---- | ----- |
| 502  | 410  | 590  | 650  | 719  | 914  | 900  | 939  | 1 008 |

| 1856 | 1861 | 1866  | 1872 | 1876 | 1881 | 1886  | 1891 | 1896 |
| ---- | ---- | ----- | ---- | ---- | ---- | ----- | ---- | ---- |
| 982  | 970  | 1 003 | 958  | 988  | 984  | 1 005 | 928  | 928  |

| 1901  | 1906 | 1911 | 1921 | 1926 | 1931 | 1936 | 1946 | 1954 |
| ----- | ---- | ---- | ---- | ---- | ---- | ---- | ---- | ---- |
| 1 077 | 855  | 819  | 738  | 729  | 703  | 731  | 677  | 680  |

| 1962 | 1968 | 1975 | 1982 | 1990 | 1999 | 2004 | 2006 | 2009 |
| ---- | ---- | ---- | ---- | ---- | ---- | ---- | ---- | ---- |
| 619  | 608  | 598  | 531  | 464  | 436  | 510  | 547  | 514  |

| 2014 | 2019 | 2022 | - | - | - | - | - | - |
| ---- | ---- | ---- | - | - | - | - | - | - |
| 529  | 531  | 541  | - | - | - | - | - | - |

| selon la population municipale des années : | 1968 | 1975 | 1982 | 1990 | 1999 | 2006 | 2009 | 2013 |
| Rang de la commune dans le département      | 94   | 92   | 106  | 115  | 121  | 118  | 121  | 120  |
| Nombre de communes du département           | 326  | 324  | 324  | 324  | 324  | 323  | 323  | 323  |

### Enseignement
Tanus fait partie de l'académie de Toulouse.
L'éducation est assurée par un regroupement pédagogique intercommunal (RPI) regroupant les communes de Crespin, Lacapelle-Pinet, Montauriol, Moularès, Pampelonne et Tréban.

### Santé
Docteur, infirmières, pharmacie, kinésithérapeute,

### Culture et festivités
Comité des fêtes, associations Tanus Découverte et Loisirs, les amis des Planques et du patrimoine de Tanus, Association Debout les Yeux (spectacles, concerts, festival, résidences artistiques...)

### Activités sportives
Gymnastique, tennis, chasse, pétanque, football, judo,

### Écologie et recyclage

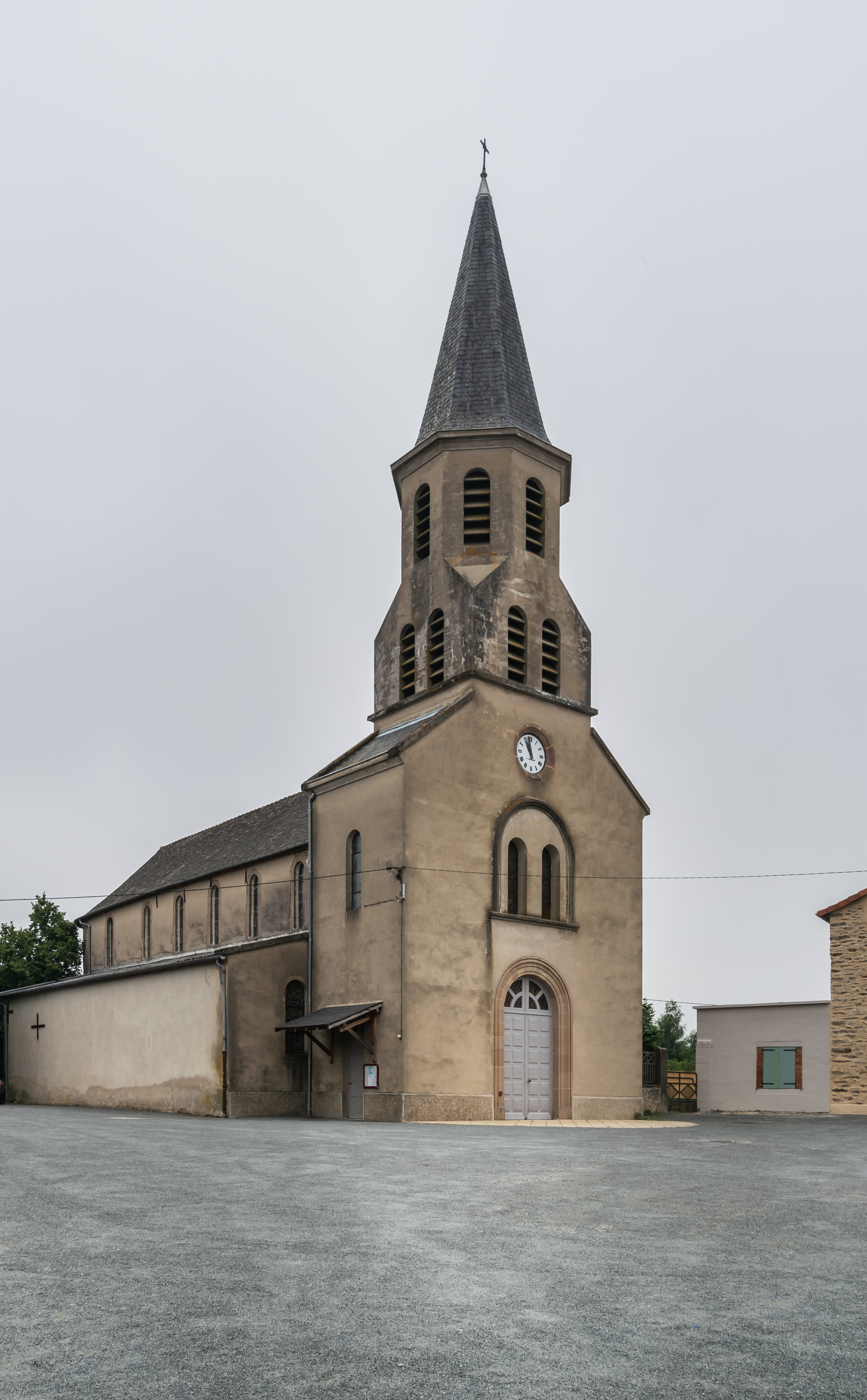
Église Sainte-Martianne de Tanus

Déchetterie de la Croix de Mille

## Économie

### Revenus
En 2018, la commune compte 223 ménages fiscaux, regroupant 492 personnes. La médiane du revenu disponible par unité de consommation est de 19 050 € (20 400 € dans le département).

### Emploi
|                | 2008  | 2013  | 2018  |
| -------------- | ----- | ----- | ----- |
| Commune        | 5,1 % | 5,3 % | 9,8 % |
| Département    | 8,2 % | 9,9 % | 10 %  |
| France entière | 8,3 % | 10 %  | 10 %  |

En 2018, la population âgée de 15 à 64 ans s'élève à 307 personnes, parmi lesquelles on compte 76,5 % d'actifs (66,7 % ayant un emploi et 9,8 % de chômeurs) et 23,5 % d'inactifs,. Depuis 2008, le taux de chômage communal (au sens du recensement) des 15-64 ans est inférieur à celui de la France et du département.
La commune fait partie de la couronne de l'aire d'attraction d'Albi, du fait qu'au moins 15 % des actifs travaillent dans le pôle,. Elle compte 107 emplois en 2018, contre 101 en 2013 et 119 en 2008. Le nombre d'actifs ayant un emploi résidant dans la commune est de 207, soit un indicateur de concentration d'emploi de 51,6 % et un taux d'activité parmi les 15 ans ou plus de 52,7 %.
Sur ces 207 actifs de 15 ans ou plus ayant un emploi, 65 travaillent dans la commune, soit 31 % des habitants. Pour se rendre au travail, 86 % des habitants utilisent un véhicule personnel ou de fonction à quatre roues, 0,5 % les transports en commun, 4,8 % s'y rendent en deux-roues, à vélo ou à pied et 8,7 % n'ont pas besoin de transport (travail au domicile).

### Activités hors agriculture
56 établissements sont implantés  à Tanus au 31 décembre 2019. Le tableau ci-dessous en détaille le nombre par secteur d'activité et compare les ratios avec ceux du département,.
| Secteur d'activité                                                                                        | Commune | Commune | Département |
| Secteur d'activité                                                                                        | Nombre  | %       | %           |
| --- | ------- | ------- | ----------- |
| Ensemble                                                                                                  | 56      |         |             |
| Industrie manufacturière, industries extractives et autres                                                | 24      | 42,9 %  | (13 %)      |
| Construction                                                                                              | 5       | 8,9 %   | (12,5 %)    |
| Commerce de gros et de détail, transports, hébergement et restauration                                    | 6       | 10,7 %  | (26,7 %)    |
| Activités financières et d'assurance                                                                      | 1       | 1,8 %   | (3,3 %)     |
| Activités spécialisées, scientifiques et techniques et activités de services administratifs et de soutien | 7       | 12,5 %  | (13,8 %)    |
| Administration publique, enseignement, santé humaine et action sociale                                    | 8       | 14,3 %  | (15,5 %)    |
| Autres activités de services                                                                              | 5       | 8,9 %   | (9 %)       |

Le secteur de l'industrie manufacturière, des industries extractives et autres est prépondérant sur la commune puisqu'il représente 42,9 % du nombre total d'établissements de la commune (24 sur les 56 entreprises implantées  à Tanus), contre 13 % au niveau départemental.

### Agriculture
La commune est dans le Segala, une petite région agricole située dans le nord-est du département du Tarn. C’est la relative pauvreté du sol de cette région où ne poussait jadis que le seigle qui a donné son nom à cette aire géographique. Situé en moyenne altitude, le Ségala s’étend sur des territoires vallonnés et riches en schiste. En 2020, l'orientation technico-économique de l'agriculture  sur la commune est l'élevage porcin.
|               | 1988  | 2000  | 2010  | 2020  |
| ------------- | ----- | ----- | ----- | ----- |
| Exploitations | 45    | 32    | 27    | 25    |
| SAU (ha)      | 1 152 | 1 286 | 1 283 | 1 361 |

Le nombre d'exploitations agricoles en activité et ayant leur siège dans la commune est passé de 45 lors du recensement agricole de 1988  à 32 en 2000 puis à 27 en 2010 et enfin à 25 en 2020, soit une baisse de 44 % en 32 ans. Le même mouvement est observé à l'échelle du département qui a perdu pendant cette période 58 % de ses exploitations,. La surface agricole utilisée sur la commune a quant à elle augmenté, passant de 1 152 ha en 1988 à 1 361 ha en 2020. Parallèlement la surface agricole utilisée moyenne par exploitation a augmenté, passant de 26 à 54 ha.

## Culture locale et patrimoine

### Lieux et monuments
- Viaduc du Viaur inscrit au patrimoine des monuments historiques en 1984[50]. viaduc ferroviaire sur la ligne Toulouse/Rodez, construit entre 1898 et 1902 par l'ingénieur Paul Bodin et la Société de construction des Batignolles.
- Viaduc routier du Viaur (1998) portant la RN 88.
- Église Notre-Dame-de-Lasplanques de Tanus : église romane du XIe siècle. L'édifice a été classé au titre des monuments historiques en 1913[51], elle est située à 3 km de Tanus, accessible à pied, en 20 minutes, depuis le parking aménagé. La clef de l'édifice est disponible en mairie ou au café des sports.
- Église Sainte-Martianne de Tanus.
- Église Saint-Salvy des Fournials.
- Ferme de Lascroux inscrite au patrimoine des monuments historiques en 2007[52].

### Personnalités liées à la commune
- Bernard de La Roche-Flavin (1552-1627), conseiller au parlement de Toulouse, arrêtiste, seigneur de Tanus.
- Paul Bodin, ingénieur concepteur du viaduc du Viaur.

## Pour approfondir